# Município Muconda
Município Muconda är en kommun i Angola.   Den ligger i provinsen Lunda Sul, i den nordöstra delen av landet, 900 km öster om huvudstaden Luanda.
I omgivningarna runt Município Muconda växer huvudsakligen savannskog. Runt Município Muconda är det mycket glesbefolkat, med 2 invånare per kvadratkilometer.